# Modelo Barret-Crane
O modelo Barret-Crane é um modelo de gravidade quântica que foi definido usando a ação Plebanski
. Este modelo obteve o nome em homenagem aos pesquisadores de gravidade quântica, John W. Barret e Louis Crane, que modelaram a restrição análoga à soma sobre espuma de rotação.
O modelo de gravidade quântica de Barrett-Crane pode surgir naturalmente de modelos de matriz de 3 dimensões e 4 dimensões gravidade quântica para 3d e 4d, mas restrita ao espaço homogêneo {\displaystyle S^{3}} = {\displaystyle SO(4)/SO(3)}, como termo em sua expansão Feynman. Existem várias versões do modelo Barrett-Crane.

## Modelos de espuma de rotação em gravidade quântica tetradimensional
O modelo Barrett-Crane da gravidade quântica 4-dimensional deve calcular uma quantidade chamada símbolo 10j para cada vértice de espuma de rotação.  Para versões Riemannian do modelo Barrett-Crane, um algoritmo eficiente calcula os símbolos Riemannian 10j no tempo O(j5) usando memória O(j2), onde j é a média das dez rotações envolvidas